# Vila Velha

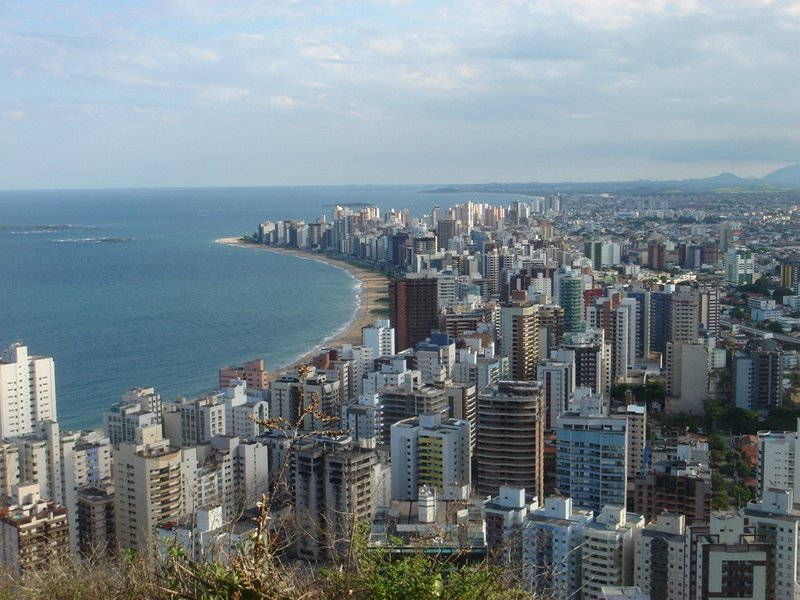
Widok na miasto i plażę

Vila Velha (dawniej Espírito Santo) – miasto we wschodniej Brazylii, w stanie Espírito Santo, nad Oceanem Atlantyckim, w pobliżu miasta Vitória. Posiada około 394,8 tys. mieszkańców.